# Caribbean Open 2023
Il Caribbean Open 2023 è stato un torneo maschile di tennis giocato sul cemento. È stata la 1ª edizione del torneo, facente parte della categoria Challenger 75 nell'ambito dell'ATP Challenger Tour 2023. Si è giocato dal 12 al 18 giugno 2023 al Palmas Athletic Club di Palmas del Mar, località del comune di Humacao in Porto Rico.

## Partecipanti

### Teste di serie
| Nazionalità   | Giocatore                 | Ranking* | Testa di serie |
| ------------- | ------------------------- | -------- | -------------- |
| Taipei cinese | Wu Tung-lin               | 182      | 1              |
| Stati Uniti   | Nicolas Moreno de Alboran | 187      | 2              |
| Australia     | Marc Polmans              | 194      | 3              |
| Francia       | Antoine Escoffier         | 202      | 4              |
| Australia     | Dane Sweeny               | 236      | 5              |
| Giappone      | Yuta Shimizu              | 256      | 6              |
| Stati Uniti   | Mitchell Krueger          | 258      | 7              |
| Canada        | Alexis Galarneau          | 259      | 8              |

* Ranking al 29 maggio 2023.

### Altri partecipanti
I seguenti giocatori hanno ricevuto una wild card per il tabellone principale:
- Alexander Bravo
- Liam Draxl
- Kei Nishikori

I seguenti giocatori sono entrati in tabellone con il ranking protetto:
- Alex Bolt
- Rubin Statham

I seguenti giocatori sono passati dalle qualificazioni:
- Gustavo Heide
- Evan Zhu
- Nick Chappell
- Colin Sinclair
- Michael Zheng
- Bernard Tomić

I seguenti giocatori sono entrati in tabellone come lucky loser:
- Marius Copil
- Alex Rybakov

## Punti e montepremi
| Torneo    | Torneo              | V      | F     | SF    | QF    | 2T    | 1T  | Q | Q2  | Q1  |
| Singolare | Punti               | 75     | 50    | 30    | 16    | 7     | 0   | 4 | 2   | 0   |
| Singolare | Premi in denaro ($) | 10,840 | 6,355 | 3,780 | 2,200 | 1,300 | 780 | – | 390 | 200 |
| Doppio    | Punti               | 75     | 50    | 30    | 16    | –     | 0   | – | –   | –   |
| Doppio    | Premi in denaro ($) | 4,645  | 2,700 | 1,630 | 965   | –     | 545 | – | –   | –   |

## Campioni

### Singolare
Kei Nishikori ha sconfitto in finale  Michael Zheng con il punteggio di 6–2, 7–5.

### Doppio
Evan King /  Reese Stalder hanno sconfitto in finale  Toshihide Matsui /  Kaito Uesugi con il punteggio di 3–6, 7–5, [11–9].